# Vellozia tubiflora
Vellozia tubiflora är en enhjärtbladig växtart som först beskrevs av Achille Richard, och fick sitt nu gällande namn av Carl Sigismund Kunth. Vellozia tubiflora ingår i släktet Vellozia och familjen Velloziaceae. Inga underarter finns listade.